# Vichten
Vichten (luxembourgsk: Viichten) er en kommune og et byområde i Luxembourg. Kommunen, som har et areal på 12,26 km², ligger i kantonen Redange i distriktet Diekirch. I 2005 havde kommunen 869 indbyggere. 
49°48′N 6°00′Ø / 49.800°N 6.000°Ø